# ساوث تافت (كاليفورنيا)
ساوث تافت (بالإنجليزية: South Taft CDP, California)‏ هي منطقة سكنية تقع بولاية كاليفورنيا في الولايات المتحدة. تبلغ مساحتها 2.787 كم2، وترتفع عن سطح البحر 310 م، بلغ عدد سكانها 2,169 نسمة في عام 2010 حسب إحصاء مكتب تعداد الولايات المتحدة وتصل الكثافة السكانية فيها 778.3 نسمة لكل كيلومتر مربع (2,015.8/ميل2).

## التركيبة السكانية
حدّد مكتب تعداد الولايات المتحدة بيانات التركيبة السكانية لساوث تافت في تعداد الولايات المتحدة. في ما يلي، التركيبة السكانية حسب تعدادي 2000 و2010.

### تعداد عام 2000
بلغ عدد سكان ساوث تافت 1,898 نسمة بحسب تعداد عام 2000، وبلغ عدد الأسر 629 أسرة وعدد العائلات 472 عائلة مقيمة في المنطقة السكنية. في حين سجلت الكثافة السكانية 681 نسمة لكل كيلومتر مربع (1,763.8/ميل2). وبلغ عدد الوحدات السكنية 724 وحدة بمتوسط كثافة قدره 259.8 لكل كيلومتر مربع (672.9/ميل2).
وتوزع التركيب العرقي للمنطقة السكنية بنسبة 79.14% من البيض و0.37% من الأمريكيين الأفارقة و1.95% من الأمريكيين الأصليين و0.11% من الأمريكيين ذوي الأصول الآسيوية و0.79% من سكان جزر المحيط الهادئ و13.96% من الأعراق الأخرى و3.69% من عرقين مختلطين أو أكثر و25.66% من الهسبانيون أو اللاتينيون من أي عرق.
بلغ عدد الأسر 629 أسرة كانت نسبة 46.3% منها لديها أطفال تحت سن الثامنة عشر تعيش معهم، وبلغت نسبة الأزواج القاطنين مع بعضهم البعض 46.6% من أصل المجموع الكلي للأسر، ونسبة 18.3% من الأسر كان لديها معيلات من الإناث دون وجود شريك، بينما كانت نسبة 10.2% من الأسر لديها معيلون من الذكور دون وجود شريكة وكانت نسبة 25% من غير العائلات. تألفت نسبة 20.7% من أصل جميع الأسر من عدة أفراد يعيشون في نفس المنزل ونسبة 9.7% كانت تتألف من شخص يعيش بمفرده يبلغ من العمر 65 عاماً أو أكثر. وبلغ متوسط حجم الأسرة المعيشية 3.02، أما متوسط حجم العائلات فبلغ 3.39.
بلغ العمر الوسطي للسكان 29.4 عاماً. وكانت نسبة 35.1% من القاطنين تحت سن الثامنة عشر، وكانت نسبة 9% بين الثامنة عشر والرابعة والعشرين عاماً، ونسبة 29% كانت واقعةً في الفئة العمرية ما بين الخامسة والعشرين والرابعة والأربعين عاماً، ونسبة 17.5% كانت ما بين الخامسة والأربعين والرابعة والستين، ونسبة 9.4% كانت ضمن فئة الخامسة والستين عاماً فما فوق. يوجد لكل 100 أنثى 104.3 ذكر، ويوجد لكل 100 أنثى في الثامنة عشر من عمرها فما فوق 94.3 ذكر.
بلغ متوسط دخل الأسرة في المنطقة السكنية 20,921 دولارًا، أما متوسط دخل العائلة فبلغ 23,317 دولارًا. وكان متوسط دخل الذكور 28,889 دولارًا مقابل 24,635 دولارًا للإناث. وسجل دخل الفرد الخاص بالمنطقة السكنية 9,929 دولارًا. وكانت نسبة 29.6% من العائلات ونسبة 39.5% من السكان تحت خط الفقر، وكان من هؤلاء نسبة 61.7% تحت سن الثامنة عشر ونسبة 21.4% في الخامسة والستين من العمر وما فوق.

### تعداد عام 2010
بلغ عدد سكان ساوث تافت 2,169 نسمة بحسب تعداد عام 2010، وبلغ عدد الأسر 606 أسرة وعدد العائلات 440 عائلة مقيمة في المنطقة السكنية. في حين سجلت الكثافة السكانية 778.3 نسمة لكل كيلومتر مربع (2,015.8/ميل2). وبلغ عدد الوحدات السكنية 733 وحدة بمتوسط كثافة قدره 263 لكل كيلومتر مربع (681.2/ميل2).
وتوزع التركيب العرقي للمنطقة السكنية بنسبة 64.73% من البيض و0.97% من الأمريكيين الأفارقة و2.54% من الأمريكيين الأصليين و0.23% من الأمريكيين ذوي الأصول الآسيوية و0.51% من سكان جزر المحيط الهادئ و27.48% من الأعراق الأخرى و3.55% من عرقين مختلطين أو أكثر و42.92% من الهسبانيون أو اللاتينيون من أي عرق.
بلغ عدد الأسر 606 أسرة كانت نسبة 48.3% منها لديها أطفال تحت سن الثامنة عشر تعيش معهم، وبلغت نسبة الأزواج القاطنين مع بعضهم البعض 41.4% من أصل المجموع الكلي للأسر، ونسبة 19.3% من الأسر كان لديها معيلات من الإناث دون وجود شريك، بينما كانت نسبة 11.9% من الأسر لديها معيلون من الذكور دون وجود شريكة وكانت نسبة 27.4% من غير العائلات. تألفت نسبة 19% من أصل جميع الأسر من عدة أفراد يعيشون في نفس المنزل ونسبة 5.4% كانت تتألف من شخص يعيش بمفرده يبلغ من العمر 65 عاماً أو أكثر. وبلغ متوسط حجم الأسرة المعيشية 3.35، أما متوسط حجم العائلات فبلغ 3.75.
بلغ العمر الوسطي للسكان 27.1 عاماً. وكانت نسبة 33.7% من القاطنين تحت سن الثامنة عشر، وكانت نسبة 12.7% بين الثامنة عشر والرابعة والعشرين عاماً، ونسبة 26.1% كانت واقعةً في الفئة العمرية ما بين الخامسة والعشرين والرابعة والأربعين عاماً، ونسبة 21.1% كانت ما بين الخامسة والأربعين والرابعة والستين، ونسبة 6.4% كانت ضمن فئة الخامسة والستين عاماً فما فوق. وتوزع التركيب الجنسي للسكان بنسبة 53.9% ذكور و46.1% إناث.